# タク・フジモト
タク・フジモト（Tak Fujimoto、1939年7月12日 - ）は、アメリカ合衆国の映画撮影監督である。本名フジモト・タカシ。

## 人物
1939年、日系アメリカ人（2世）として、カリフォルニア州サンディエゴに生まれた。本名はタカシ・フジモト。両親は広島県出身。日系人強制収容所で幼年期を両親とともに過ごし、6歳で収容所を出る。一家はサンディエゴに移り、農家の小屋に移り住んで、農業を営みながら、子供6人を育てた。タクは兄弟の中の4番目の子供。
カリフォルニア大学バークレー校で政治学を専攻し卒業。しかし幼児期に父が連れていってくれた月一度の映画館通いが忘れられず、ロンドン・フィルム・スクールに入学し、卒業。B級映画の帝王として知られるロジャー・コーマンの元で『デス・レース2000年』などのカメラマンを務め、撮影監督としての技術を磨いた。のちに多くの作品で共同制作を行うジョナサン・デミもコーマンの門下生である。初期の仕事としては、「スター・ウォーズ エピソード4/新たなる希望」にも撮影助手として関わっている。
『羊たちの沈黙』でボストン映画批評家協会撮影賞受賞、『シックス・センス』でアメリカ撮影監督組合賞ノミネート、『青いドレスの女』で全米映画批評家協会撮影賞を受賞するなど、ハリウッドでもトップクラスの撮影監督である。ジョナサン・デミ、M・ナイト・シャマラン、アラン・ルドルフ、ジョン・ヒューズ、ハワード・ドゥイッチ、テレンス・マリック、キャメロン・クロウなどの作品を手がける。

## 主な作品
- 地獄の逃避行 Badlands (1973)
- 女刑務所/白昼の暴動 Caged Heat (1974)
- デス・レース2000年 Death Race 2000 (1975)
- メルビンとハワード Melvin and Howard (1980)
- スイング・シフト Swing Shift (1984)
- プリティ・イン・ピンク/恋人たちの街角 Pretty in Pink (1986)
- フェリスはある朝突然に Ferris Bueller's Day Off (1986)
- サムシング・ワイルド Something Wild (1986)
- コクーン2/遥かなる地球 Cocoon: The Return (1988)
- 愛されちゃって、マフィア Married to the Mob (1989)
- 羊たちの沈黙 The Silence of the Lambs (1990)
- シングルス Singles (1992)
- ファイティング・キッズ Gladiator (1992)
- ナイト・アンド・ザ・シティ Night and the City (1992)
- フィラデルフィア Philadelphia (1993)
- 青いドレスの女 Devil in a Blue Dress (1995)
- すべてをあなたに That Thing You Do! (1996)
- シークレット/嵐の夜に A Thousand Acres (1997)
- シックス・センス The Sixth Sense (1999)
- リプレイスメント The replacements (2000)
- サイン Signs (2002)
- シャレード The Truth About Charlie (2002)
- ファイナル・カット The Final Cut (2004)
- クライシス・オブ・アメリカ The Manchurian Candidate (2004)
- アメリカを売った男 Breach (2007)
- ザッツ★マジックアワー ダメ男ハワードのステキな人生 The Great Buck Howard (2008)　日本未公開
- ハプニング The Happening  (2008)
- デビル Devil (2010)
- A Gifted Man (2011)
- Gods Behaving Badly (2013)

## 受賞
- ボストン映画批評家協会撮影賞受賞 1990年 『羊たちの沈黙』
- 全米映画批評家協会賞の最優秀撮影賞 1995年 『青いドレスの女』
- アメリカ撮影監督組合賞ノミネート 1999年 『シックス・センス』